# Salas de Belvés
Salas de Belvés (en francès Salles-de-Belvès) és un municipi francès situat al departament de la Dordonya i a la regió de la Nova Aquitània.

## Demografia
| 1962                                       | 1968 | 1975 | 1982 | 1990 | 1999 | 2007 |
| ------------------------------------------ | ---- | ---- | ---- | ---- | ---- | ---- |
| 88                                         | 74   | 77   | 84   | 68   | 54   | 67   |
| Des de 1962: població sense dobles comptes |      |      |      |      |      |      |

## Administració
| Període | Identitat   | Partit |
| ------- | ----------- | ------ |
| 1996-   | Alain Maury |        |